# Вход Господень в Иерусалим
Вход Госпо́день в Иерусали́м (церк.-слав. Вхо́дъ гдⷭ҇ень въ і҆ерⷭ҇ли́мъ) — христианский праздник, отмечаемый в воскресенье («неделю»), предшествующее Пасхе, то есть в шестое воскресенье Великого поста.
Посвящён торжественному въезду в Иерусалим Иисуса Христа, описанному во всех четырёх Евангелиях. В православии входит в число двунадесятых праздников.

## Названия
Кроме названия Вход Господень в Иерусалим праздник имеет несколько других названий — Неде́ля ва́ий, Ве́рбное воскресе́нье, Па́льмовое воскресе́нье (греч. Κυριακή των Βαΐων, церк.-слав. Недѣ́ля Ва́їй, лат. Dominica in Palmis de passione Domini).
В богослужебных книгах Русской православной церкви называется также Неде́лей Цветоно́сной. Название Вербное воскресенье связано с тем, что пальмовые ветви в России и других странах с холодным климатом заменяли на вербы (ср. болг. Връбница, бел. Вербніца, укр. Вербна неділя, лит. Verbų sekmadienis). Первое упоминание об использовании вербы в богослужении находят в Изборнике Святослава 1073 года.

## Празднуемое событие

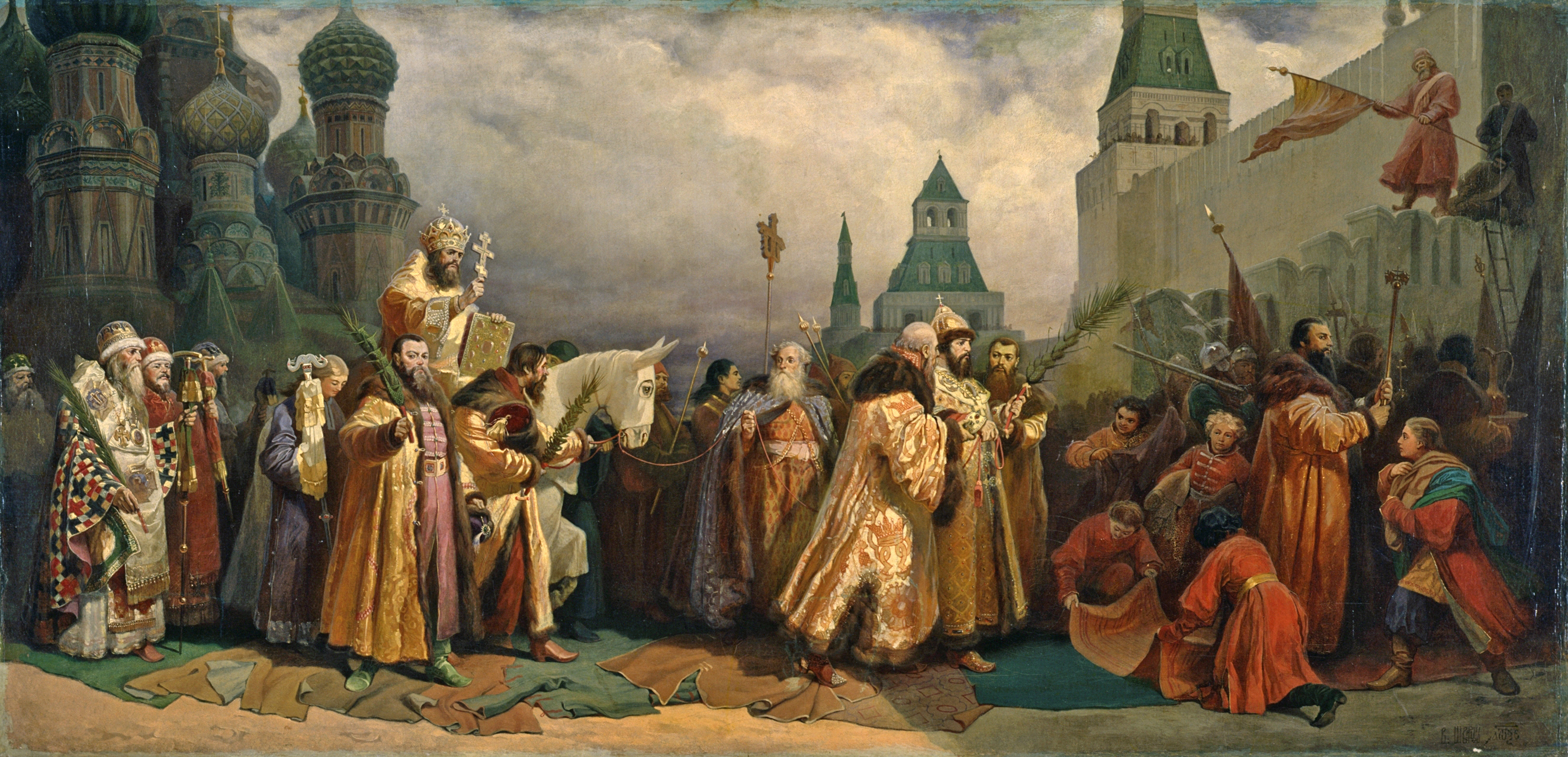
«Вербное воскресенье в Москве при царе Алексее Михайловиче. Шествие патриарха на осляти». Картина 1865 года

### Описание в Евангелии от Матфея
Евангелие от Матфея (21:1—7) повествует, что апостолы по указанию Иисуса берут в Вифании ослёнка и ослицу (по слову Иисуса, хозяева не препятствуют им).
Иисус въезжает верхом на осле в Иерусалим, где его встречает народ, полагая на дорогу одежду и пальмовые ветви с восклицаниями: «осанна Сыну Давидову! благословен Грядущий во имя Господне! оса́нна в вышних!» (Мф. 21:9). В этом событии Матфей видит исполнение пророчества Захарии: «Ликуй весьма, дщерь Сиона, торжествуй, дщерь Иерусалима: се Царь твой грядет к тебе, праведный и спасающий, кроткий, сидящий на осле, на молодом осле, сыне ослиц» (Зах. 9:9). В отличие от других евангелистов, Матфей неправильно понял синонимический параллелизм этого стиха, посчитав, что Мессия восседает сразу на двух животных.
В Иерусалимском Храме Иисус опрокидывает столы меновщиков и продавцов скота, говоря:
«написано, — дом Мой домом молитвы наречется; а вы сделали его вертепом разбойников» (Мф. 21:13), чем вызывает недовольство служителей, однако те не смеют взять его, опасаясь народа.
После этого к Иисусу подходят слепые и хромые, и он исцеляет их (Мф. 21:14).
Иисус покидает Иерусалим и проводит ночь в Вифании (Мф. 21:17).

### Описание у других евангелистов
Вход Иисуса Христа в Иерусалим описан всеми четырьмя евангелистами, о Нём повествуют и Марк (в 11-й главе своего Евангелия), и Лука (в 19-й главе), и Иоанн (в 12-й главе).
Описание событий, которое дают Марк и Лука, во многом очень похоже на описание, приведённое евангелистом Матфеем, хотя и отличается отдельными деталями. Евангелисты Марк и Лука сообщают, что Иисус, приближаясь к Иерусалиму и находясь вблизи Елеонской горы, рядом с Виффагией и Вифанией, посылает двоих своих учеников за молодым ослом, которого те находят, отвязывают и приводят к Нему. Будучи научены Иисусом, на вопрос «зачем отвязываете?» они отвечают, что он (ослёнок) надобен Господу.
Многие иные детали описания также совпадают у всех троих авторов синоптических Евангелий.

## Значение
Праздник показывает признание Иисуса Мессией (Христом). По мнению С. Н. Булгакова, Вход Господень в Иерусалим также является символом будущего воцарения Иисуса Христа в Небесном Иерусалиме. Кроме того, по мнению Амвросия Медиоланского, он имеет связь с предстоящими Страстями Христовыми, так как Иисус вошёл в Иерусалим в день избрания агнца, которого, по иудейской традиции, затем следует заколоть на праздник Пасхи.
В то время Иудея находилась под оккупацией римлян, и евреи ожидали появления национального лидера («царя иудейского»), который освободит Иудею от иноземного владычества. Согласно преданию, Мессия — Спаситель Израиля — должен прийти в пасхальную ночь.
Народ Иерусалима, зная о воскрешении Лазаря, встречает Иисуса очень торжественно и, как было принято при встрече чтимых лиц, устилает дорогу перед Ним свежесрезанными, только что распустившимися пальмовыми ветвями. Иисус, показывая, что Он входит в Иерусалим с желанием мира, а не войны, въезжает в город на осле — животном, которое очень ценилось на Востоке, — в противоположность торжественным въездам полководцев и царей на скакунах и колесницах.

## История
Упоминание о празднике в IV веке встречается у святителей Амвросия Медиоланского и Епифания Кипрского. Также его изображения находят на саркофагах IV века. С конца VII — начала VIII веков в богослужебных книгах римского обряда появляется заглавие «Die dominica in palmas» (Воскресный день пальм). Предполагается, что впервые праздник был учреждён в Иерусалиме.
Праздник отмечают православные, члены древних восточных церквей, католики и многие протестанты.

## Православие
В православном календаре Вход Господень в Иерусалим, в отличие от других двунадесятых праздников, формально не имеет предпразднства, хотя Лазарева суббота накануне может рассматриваться как предпразднство, и совсем не имеет попразднства, так как за ним сразу следует Страстная седмица. Он — единственный двунадесятый праздник, который имеет два тропаря:
|                   | На церковнославянском (транслитерация) | На русском | На греческом |
| ----------------- | --- | --- | --- |
| Тропари праздника | глас 1: О́бщее воскресе́ние пре́жде Твоея́ стра́сти уверя́я, из ме́ртвых воздви́гл еси́ Ла́заря, Христе́ Бо́же. Тем же́ и мы, яко о́троцы побе́ды зна́мения нося́ще, Тебе́ Победи́телю сме́рти вопие́м: оса́нна в вы́шних, благослове́н Гряды́й во и́мя Госпо́дне. глас 4: Спогре́бшеся Тебе́ креще́нием, Христе́ Бо́же наш, безсме́ртныя жи́зни сподо́бихомся Воскресе́нием Твои́м, и воспева́юще зове́м: оса́нна в вы́шних, благослове́н Гряды́й во и́мя Госпо́дне. | глас 1: В общем воскресении прежде Твоего страдания удостоверяя, из мертвых воздвиг Ты Лазаря, Христе Боже. Потому и мы, как дети, держа символы победы, Тебе — Победителю смерти воззовем: «Осанна в вышних, благословен Грядущий во имя Господне!» глас 4: Погребенные с Тобой в крещении, Христе Боже наш, мы бессмертной жизни удостоились воскресением Твоим и в песнях восклицаем: «Осанна в вышних, благословен Грядущий во имя Господне!» | Ἦχος α' Τὴν κοινὴν Ἀνάστασιν πρὸ τοῦ σοῦ Πάθους πιστούμενος, ἐκ νεκρῶν ἤγειρας τὸν Λάζαρον, Χριστὲ ὁ Θεός· ὅθεν καὶ ἡμεῖς ὡς οἱ Παῖδες, τὰ τῆς νίκης σύμβολα φέροντες, σοὶ τῷ Νικητῇ τοῦ θανάτου βοῶμεν· Ὡσαννὰ ἐν τοῖς ὑψίστοις, εὐλογημένος ὁ ἐρχόμενος, ἐν ὀνόματι Κυρίου. Ἦχος δ' Συνταφέντες σοι διὰ τοῦ Βαπτίσματος, Χριστὲ ὁ Θεὸς ἡμῶν, τῆς ἀθανάτου ζωῆς ἠξιώθημεν τῇ Ἀναστάσει σου, καὶ ἀνυμνοῦντες κράζομεν· Ὡσαννὰ ἐν τοῖς ὑψίστοις, εὐλογημένος ὁ ἐρχόμενος, ἐν ὀνόματι Κυρίου. |

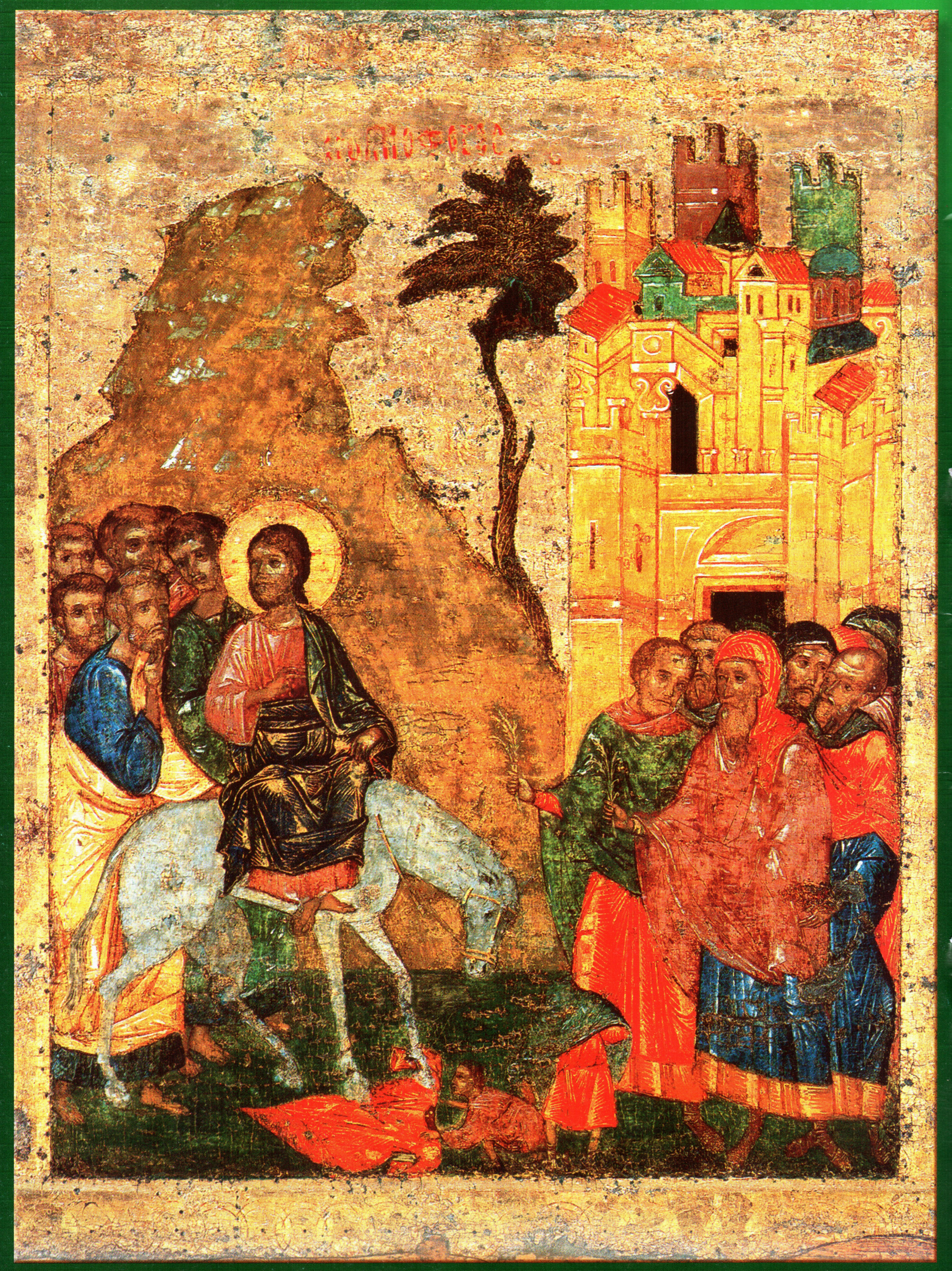
Русская икона XIV века

В традициях Русской православной церкви богослужение совершать в облачениях зелёного цвета. Все песнопения из Триоди постной, а воскресные из Октоиха отменяются. От воскресной службы сохраняются только:
1. полная Первая кафизма на великой вечерне,
2. великий прокимен «Госпо́дь воцари́ся, в ле́поту облече́ся» с тремя стихами,
3. целование Евангелия с иконой праздника после полиелея,
4. возглашение «Свят Госпо́дь Бог наш» после канона утрени.

Также в этот день может употребляться и Минея, если случится Благовещение Пресвятой Богородицы или престольный праздник, который на этот же праздник переносится и с понедельника, со вторника, со среды и с четверга Страстной седмицы. Богослужение очередному святому с этого календарного дня должно заранее переноситься на повечерие одного из предыдущих будничных дней святой Четыредеся́тницы.
Во время всенощного бдения праздника Входа Господня в Иерусалим молящиеся как бы встречают невидимо грядущего Господа и приветствуют Его, как Победителя ада и смерти, держа в руках ветви, цветы и зажжённые свечи. На утрене (второй части бдения) читается особая молитва на благословение «ваий» (то есть пальмовых ветвей, в славянских странах заменяемых ветками вербы). Обыкновенно после этого вербы, которые молящиеся держат в руках, окропляют святой водой. Выделяется первая стихира на «Го́споди воззва́х…» великой вечерни:
Днесь благода́ть Свята́го Ду́ха нас собра́, / и вси взе́мше крест Твой глаго́лем, / Благослове́н Гряды́й во и́мя Госпо́дне, / оса́нна в вы́шних.
Она поётся семь раз с учётом всех повторов, и её значимость можно сравнить с молитвой «Царю Небесный…» в богослужении Пятидесятницы.
- По «Бог Госпо́дь…» дважды поётся первый тропарь праздника «О́бщее воскресе́ние пре́жде Твоея́ стра́сти уверя́я…», «Сла́ва… и ны́не…», второй тропарь «Спогре́бшеся Тебе́ креще́нием, Христе́ Бо́же наш…».
- После Евангелия во время чтения 50-го псалма «Поми́луй мя Бо́же…», на средину храма ставится корзина с вайями (вербами). Священник троекратно кадит вайи, возглашает молитву «Го́споди Бо́же наш, седя́й на херуви́мех…», и может окропить их святой водой[16]. Когда монахи и прихожане целуют Евангелие, игумен раздаёт им вайи со свечами. Хор при этом поёт на второй глас:

Сла́ва Отцу́ и Сы́ну и Свято́му Ду́ху.
Днесь Христо́с вхо́дит / во град Вифа́нию, на жребя́ти седя́й, / безслове́сие разреша́я язы́к зле́йшее, / дре́вле свире́пеющее.

И ны́не и при́сно и во ве́ки веко́в. Ами́нь.
«Днесь Христо́с вхо́дит…», глас 6-й: «Поми́луй мя, Бо́же…», стихира «Днесь благода́ть Свята́го Ду́ха нас собра́…».
У православных христиан есть обычай хранить освящённые вербы в течение всего года, украшать ими иконы в доме. В некоторых местностях существует благочестивый обычай класть освящённые вербы в руки умерших в знак того, что они, по вере во Христа, победят смерть, воскреснут и встретят Спасителя с освящёнными ветвями.
- Священник: «Спаси́ Бо́же лю́ди…», хор: «Го́споди поми́луй» 12 раз. И по возгласе, канон с краегранесием: «Оса́нна Христо́с евлогиме́нос Фео́с» (перевод — Спаси же, Христе, благословенный Боже!) глас 4-й, — творение Космы Маюмского. В каждой песни канона: ирмосы поются дважды, а тропари повторяются до количества 12. Праздничная раскладка стихов Библейских песен «Пое́м Го́сподеви…», однако в современной русской практике — запев: «Сла́ва Тебе́, Бо́же наш, сла́ва Тебе́!». Катавасия — ирмосы канона праздника.
- По третьей песни вместо седальнов — ипакои глас 6-й:

С ве́твьми воспе́вше пре́жде, / с древесы́ последи́ я́ша Христа́ Бо́га, неблагода́рнии иуде́е. / Мы же ве́рою непрело́жною при́сно почита́юще, / я́ко Благоде́теля, вы́ну вопие́м Ему́: / Благослове́н еси́, Гряды́й Ада́ма воззва́ти.
- По шестой:

|                  | На церковнославянском (транслитерация) | На русском | На греческом |
| ---------------- | --- | --- | --- |
| Кондак праздника | глас 6: На престо́ле на Небеси́, на жребя́ти на земли́ носи́мый, Христе́ Бо́же, А́нгелов хвале́ние и дете́й воспева́ние прия́л еси́, зову́щих Ти: Благослове́н еси́, Гряды́й Ада́ма воззва́ти. | глас 6: На престоле восседая на небесах, шествуя по земле на осленке, Христе Боже, принял Ты хвалу от Ангелов и прославление от детей, восклицавших Тебе: «Благословен Ты, Идущий призвать к Себе Адама!» | Ἦχος πλ. β' Τῷ θρόνῳ ἐν οὐρανῷ, τῷ πώλῳ ἐπὶ τῆς γῆς, ἐποχούμενος Χριστὲ ὁ Θεός, τῶν Ἀγγέλων τὴν αἴνεσιν, καὶ τῶν Παίδων ἀνύμνησιν προσεδέξω βοώντων σοι· Εὐλογημένος εἶ ὁ ἐρχόμενος, τὸν Ἀδὰμ ἀνακαλέσασθαι. |

И икос: «Поне́же а́да связа́л еси́ Безсме́ртне…».
- В отличие от других двунадесятых праздников, Вход Господень в Иерусалим не имеет «мегалина́риев» в 9-й песне канона, а по девятой — светильна.

Как и другие Господские двунадесятые праздники, Неделя ваий имеет отпуст, с вводной фразой «И́же на жребя́ти о́сли се́сти изво́ливый, на́шего ра́ди спасе́ния…».

### На Литургии Иоанна Златоуста
- Первый антифон, глас 2-й: «Возлюби́х, я́ко услы́шит Госпо́дь / глас моле́ния моего́» (Пс. 114:1), припев: «Моли́твами Богоро́дицы, Спа́се, спаси́ нас»[17].
- Второй антифон: «Ве́ровах, те́мже возглаго́лах, / аз же смири́хся зело́» (Пс. 115:1), припев: «Спаси́ ны, Сы́не Бо́жий, / Возсе́дый на жребя́, пою́щия Ти: / аллилу́иа».
- Третий антифон, глас 1-й: «Испове́дайтеся Го́сподеви я́ко благ, я́ко в век Ми́лость Его́» (Пс. 117:1), припев — первый тропарь, глас 1-й: «О́бщее воскресе́ние…».
- Входный стих «Благослове́н Гряды́й во и́мя Госпо́дне, благослови́хом вы из до́му Госпо́дня, Бог Госпо́дь, и яви́ся нам» (Пс. 117:26–27), первый тропарь «О́бщее воскресе́ние пре́жде Твоея́ стра́сти уверя́я…», «Сла́ва…», второй тропарь «Спогре́бшеся Тебе́ креще́нием, Христе́ Бо́же наш…», «И ны́не…», кондак «На престо́ле на Небеси́…».
- Прокимен, глас 4-й: «Благослове́н Гряды́й во И́мя Госпо́дне, / Бог Госпо́дь, и яви́ся нам». Стих: «Испове́дайтеся Го́сподеви я́ко благ, я́ко в век Ми́лость Его́» (Пс. 117:26–27).
- Апостол к Филипписием, зачало 247-е: «Бра́тие, ра́дуйтеся всегда́ о Го́споде: и па́ки реку́, ра́дуйтеся…» (Флп. 4:4–9).
- Аллилуиарий глас 1-й: «Воспо́йте Го́сподеви песнь но́ву, я́ко ди́вна сотвори́ Госпо́дь.» (Пс. 97:1). Стих: «Ви́деша вси концы́ земли́ Спасе́ние Бо́га на́шего» (Пс. 97:3).
- Евангелие от Иоанна зачало 41-е: «Пре́жде шести́ дний Па́схи, прии́де Иису́с в Вифа́нию…» (Ин. 12:1–18).
- Вместо «Достойно есть…» поётся ирмос девятой песни канона утрени, глас 4-й:

Бог Госпо́дь и яви́ся нам. / Соста́вите пра́здник, / и веселя́щеся прииди́те, возвели́чим Христа́, / с ва́иями и ве́твьми, пе́сньми зову́ще: / Благослове́н Гряды́й во и́мя Го́спода, Спа́са на́шего.
- Причастен: «Благослове́н Гряды́й во И́мя Госпо́дне, / Бог Госпо́дь, и яви́ся нам. / Аллилу́иа».

В монастырской трапезе разрешается рыба и вино.

### В праздник вечером
Неделя ваий — единственный Господский двунадесятый праздник, не имеющий великого прокимна (исполняется обычный дневной прокимен) в следующей вечерне, хотя вход с кадилом присутствует.

## Католицизм

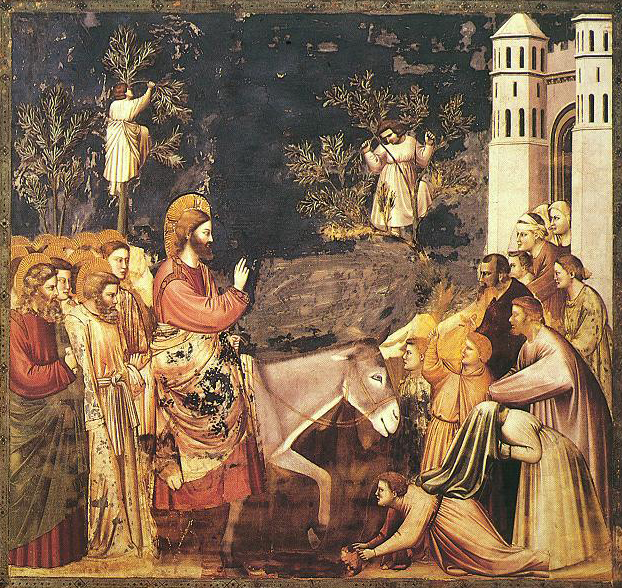
Джотто. Капелла Скровеньи, фреска

Перед началом службы традиционно проводится шествие вокруг храма или в самом храме. Участники хода держат в руках ветви (в южных странах — пальмовые, в северных — вербные или другие) и зажжённые свечи. Во время шествия поются праздничные антифоны и гимн Христу-Царю. Процессия символически представляет собой людей, вышедших навстречу Спасителю во время Входа Господня в Иерусалим.
Чинопоследование мессы этого дня включает в себя чтение Страстей Господних, которые читаются кроме этого дня только в Великую Пятницу. Освящённые на богослужении ветви хранятся в домах верующих до следующего Великого поста. Существует традиция получать пепел для службы Пепельной среды сожжением этих ветвей.

### В католицизме латинского обряда
Входное песнопение:
- Поднимите, врата, верхи ваши и поднимитесь, двери вечные и войдёт Царь славы!
- Кто сей Царь славы? Господь сил, Он Царь славы.
- Осанна в вышних! Благословен Ты, Грядущий по великому милосердию Твоему.

Коллекта:Всемогущий, вечный Боже, чтобы дать людям пример смирения, по воле Твоей наш Спаситель принял плоть и взошёл на крест. Дай нам постичь смысл Его страданий и удостоится участия в Его Воскресении. Просим Тебя через Господа нашего Иисуса Христа, Твоего Сына, Который с Тобою живёт и царствует в единстве Святого Духа, Бог, во веки веков.

## Народные традиции славян

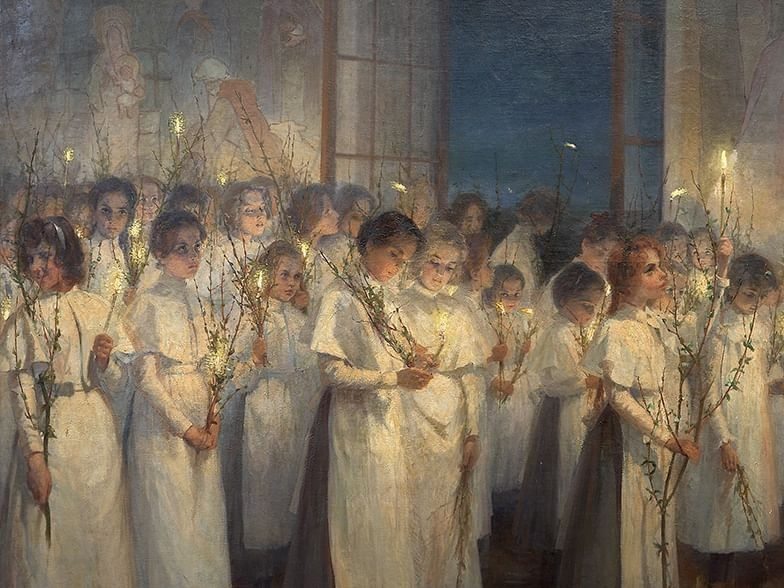
С. Блонская, «Девочки. Вербное воскресенье», 1900

В России был распространён обычай слегка ударять друг друга вербой. После заутрени, к которой малых детей не водили, возвратившиеся из церкви домой родители никогда не упускали случая поднять с постели детишек лёгкими ударами вербы, приговаривая: «Верба хлёст, бей до слёз. Не я бью, верба бьёт. Будь здоров, как верба».
Восточные славяне освящённым вербам придают особую очистительную силу, верует в спасение домашнего скота от порчи, болезней, сглаза, хищного зверя, от злых людей и злых духов.
Особой приметой вербной недели считались вербные базары. Особенно они были любимы детьми, так как на них был представлен богатый выбор детских игрушек, книг, сладости. Там же покупали связанную пучками вербу. К пучку привязывали украшение — бумажного ангелочка. Он так и назывался «вербный херувим».
С вербой связано много поговорок и примет: «На канун Вербного воскресенья Св. Лазарь за вербой лазил», «Скотину выгоняют в поле в первый раз (на Егория вешнего) вербой с Вербного воскресенья», «Если вербная неделя ведряная, с утренниками, то яри хороши будут», «На вербной мороз — яровые хлеба хороши будут», «Верба распутицу ведёт, гонит с реки последний лёд», «Не верба бьёт, а старый грех».